# Biuret-próba

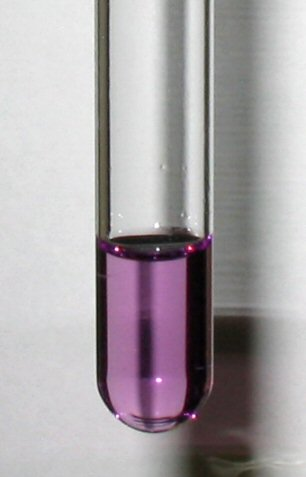
Pozitív biuret-próba

A biuret-próba peptidkötések jelenlétének kimutatására szolgáló kémiai reakció. A pozitív próbát intenzív ibolya szín megjelenése jelzi, ami fehérjék jelenlétére utal. A színképződés alapja, hogy a biuret-reakció során a réz(II) ion lúgos oldatban komplexet képez a peptidkötés nitrogénatomján keresztül a fehérjemolekulával. 
A biuret-reakció felhasználható fehérjék koncentrációjának meghatározására, mivel (a legtöbb fehérjében) a peptidkötés egységnyi tömegű anyagban ugyanazzal a gyakorisággal fordul elő. A szín intenzitása, és ebből következően az 540 nm-en jelentkező abszorpció – a Lambert–Beer-törvény szerint – egyenes arányos a fehérjekoncentrációval.
A vizsgálathoz azonos mennyiségű 1%-os nátrium-hidroxid oldatot és néhány csepp 1%-os réz(II)-szulfát oldatot kell a mintához adni. A peptidkötés hiányában kék csapadék jelenik meg; ha viszont legalább két peptid-kötést tartalmazó molekula van jelen, az oldat ibolyaszínre vált. Azért nevezik ezt a reakciót biuret-próbának, mert a biuret (NH2–CO–NH–CO–NH2) kimutatására is alkalmas. Tej is adja a biuret-próbát. Ezzel a módszerrel 5–160 mg/ml fehérje határozható meg.

## Fordítás
- Ez a szócikk részben vagy egészben a Biuret test című angol Wikipédia-szócikk fordításán alapul.  Az eredeti cikk szerkesztőit annak laptörténete sorolja fel. Ez a jelzés csupán a megfogalmazás eredetét és a szerzői jogokat jelzi, nem szolgál a cikkben szereplő információk forrásmegjelöléseként.